# Canefield

Canefield är en kommun belägen på Dominicas västkust. Det är den största bosättningen är St. Paul Parish och hade år 2001 en befolkning om 2 800. Angränsande kommuner är Cochrane, Checkhall, Massacre och Fond Colé.